# Iurkivți, Nemîriv
Iurkivți (în ucraineană Юрківці) este localitatea de reședință a comunei Iurkivți din raionul Nemîriv, regiunea Vinnița, Ucraina.

## Demografie
Componența lingvistică a localității Iurkivți
     Ucraineană (98,45%)
     Rusă (1,31%)
     Alte limbi (0,24%)
Conform recensământului din 2001, majoritatea populației localității Iurkivți era vorbitoare de ucraineană (98,45%), existând în minoritate și vorbitori de rusă (1,31%).